# Leonia borealis
Leonia borealis (C.V.Morton) Byng & Christenh. – gatunek roślin z rodziny fiołkowatych (Violaceae). Występuje naturalnie w Belize, Hondurasie, Nikaragui, Kostaryce oraz Panamie. 

## Morfologia
PokrójZimozielone drzewo lub krzew. Dorasta do 3–5 m wysokości.
LiścieBlaszka liściowa ma eliptyczny kształt. Mierzy 8–20 cm długości oraz 3–9 cm szerokości, jest piłkowana na brzegu, ma klinową nasadę i spiczasty wierzchołek. Przylistki są eliptyczne, nietrwałe i osiągają 10–15 mm długości. Ogonek liściowy jest nagi.
KwiatyZebrane w gronach o długości 10 mm, wyrastających z kątów pędów. Mają 5 działek kielicha o owalnym kształcie i dorastających do 1 mm długości. Płatki są odwrotnie jajowate, mają białą barwę oraz 6–7 mm długości.
OwoceJagody mierzące 15 mm średnicy, o gruszkowatym kształcie.

## Biologia i ekologia
Rośnie w lasach. 